# Radljevac
Radljevac es una localidad de Croacia en el ejido de la ciudad de Knin, condado de Šibenik-Knin.

## Geografía
Se encuentra a una altitud de 353 m s. n. m. a 312 km de la capital nacional, Zagreb.

## Demografía
En el censo 2011 el total de población de la localidad fue de 75 habitantes.
| Gráfica de población de Radljevac 1857-2011                         |
|                                                                     |
| Según los censos de población de la oficina estadística de Croacia. |